# Egon Møller-Nielsen
Egon Møller-Nielsen (født 9. maj 1915 i København, død 25. september 1959 i Stockholm) var en dansk-svensk arkitekt og billedhugger. 

## Filmografi
- Grævlingen og harerne farvetegnefilm fra 1950

## Galleri
| - Nogle af Møller-Nielsens værker i det offentlige rum - Legeskulpturen Tufsen fra 1949 af kunststen. Humlegården, Stockholm - Ægget fra 1951 - Domarring af granit i Rålambshovsparken med Elli Hembergs Sommerfugl af beton i baggrunden |